# Damer dels conillets
El damer dels conillets (Melitaea deione) és una espècie de lepidòpter papilionoïdeu de la família dels nimfàlids (Nymphalidae) present als Països Catalans.

## Descripció

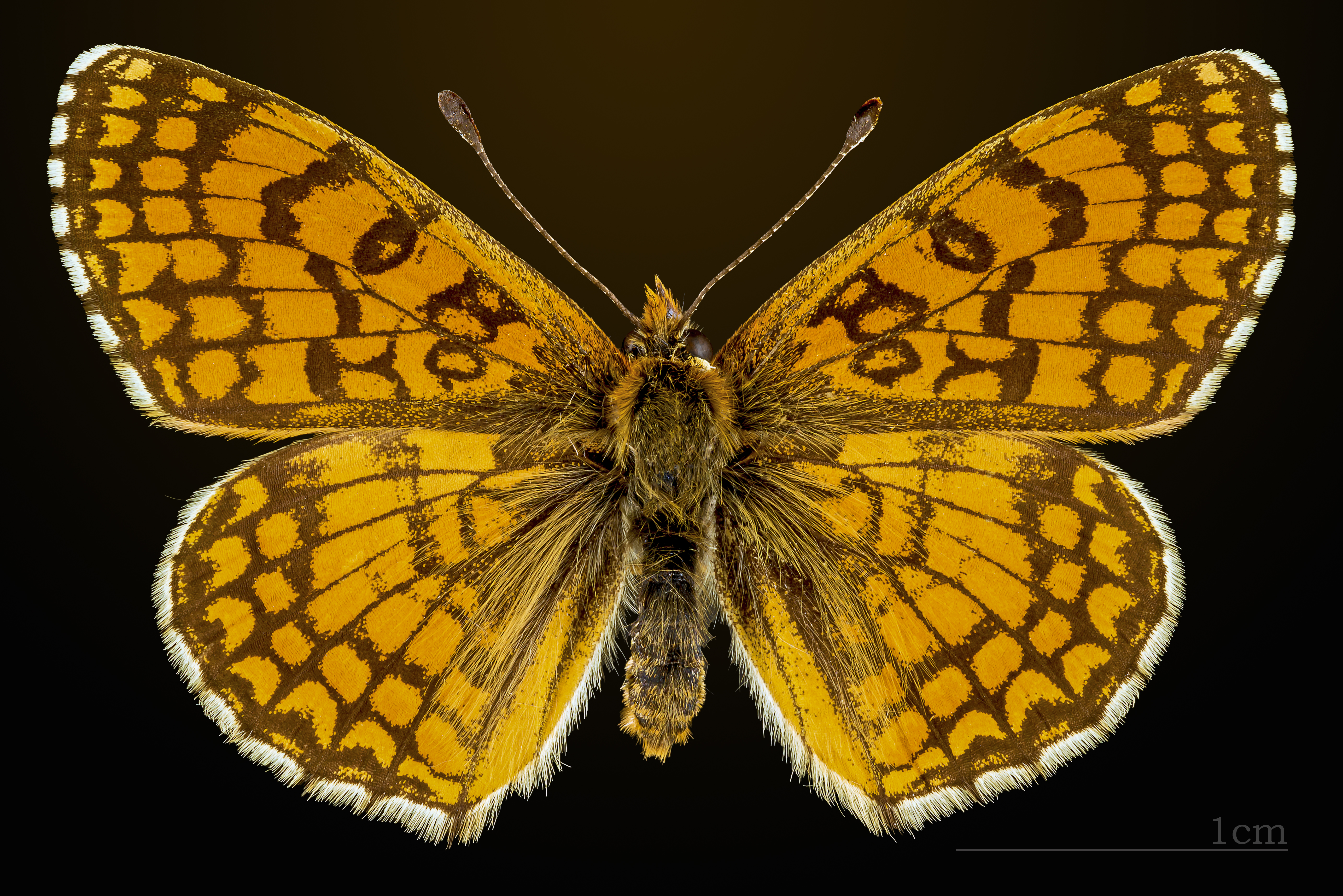
♂ dors
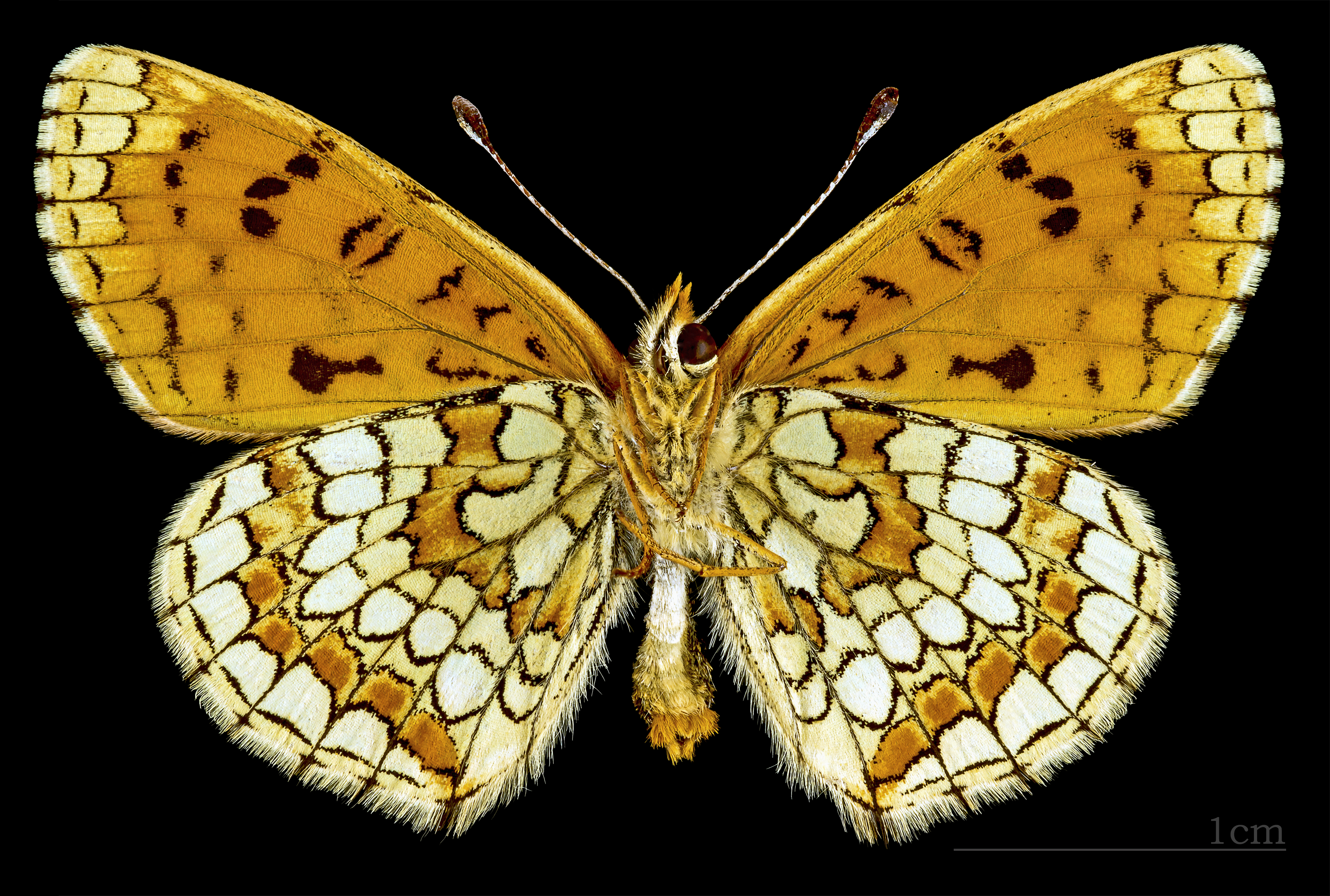
♂ △ ventral
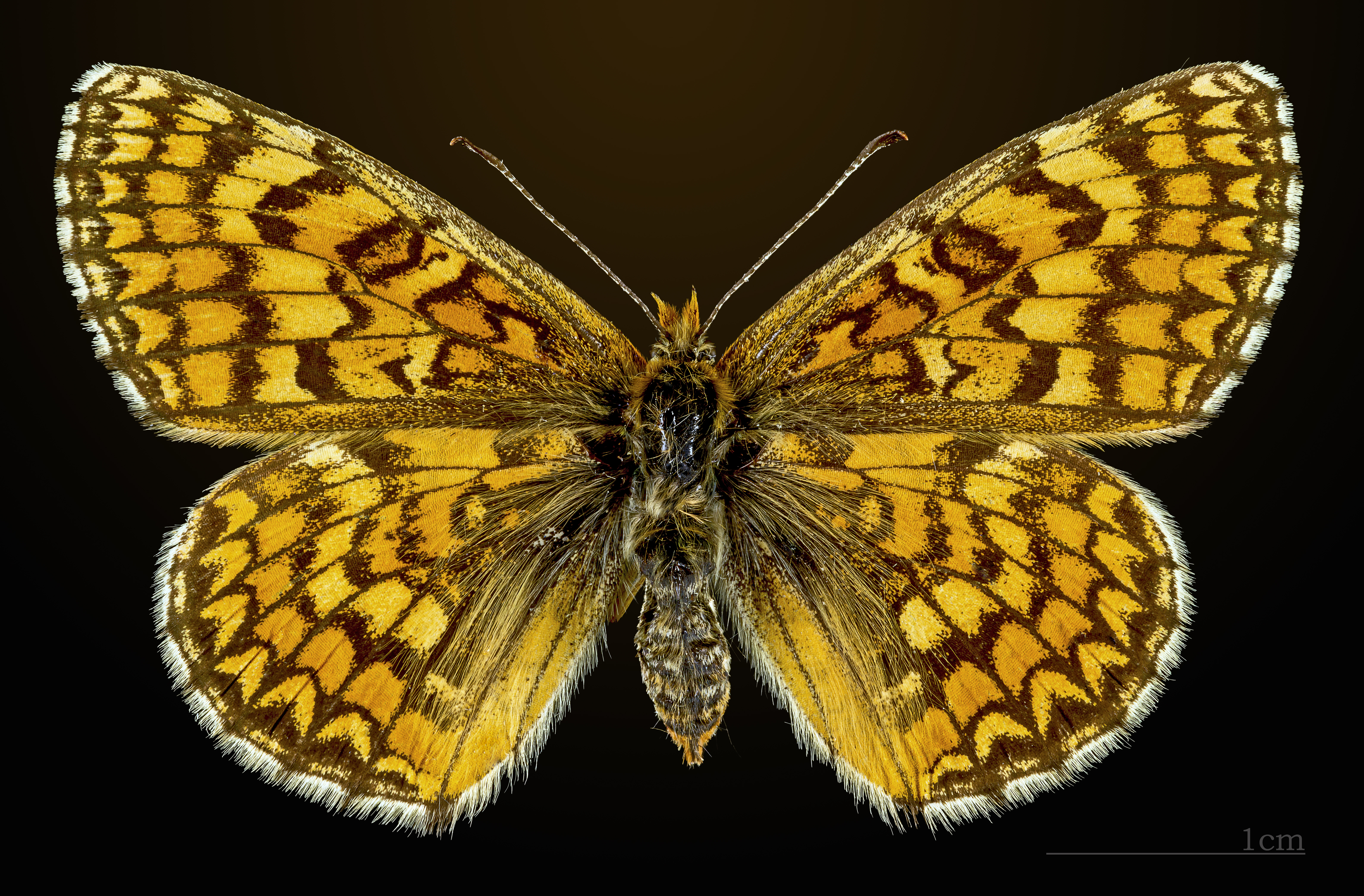
♀ dors
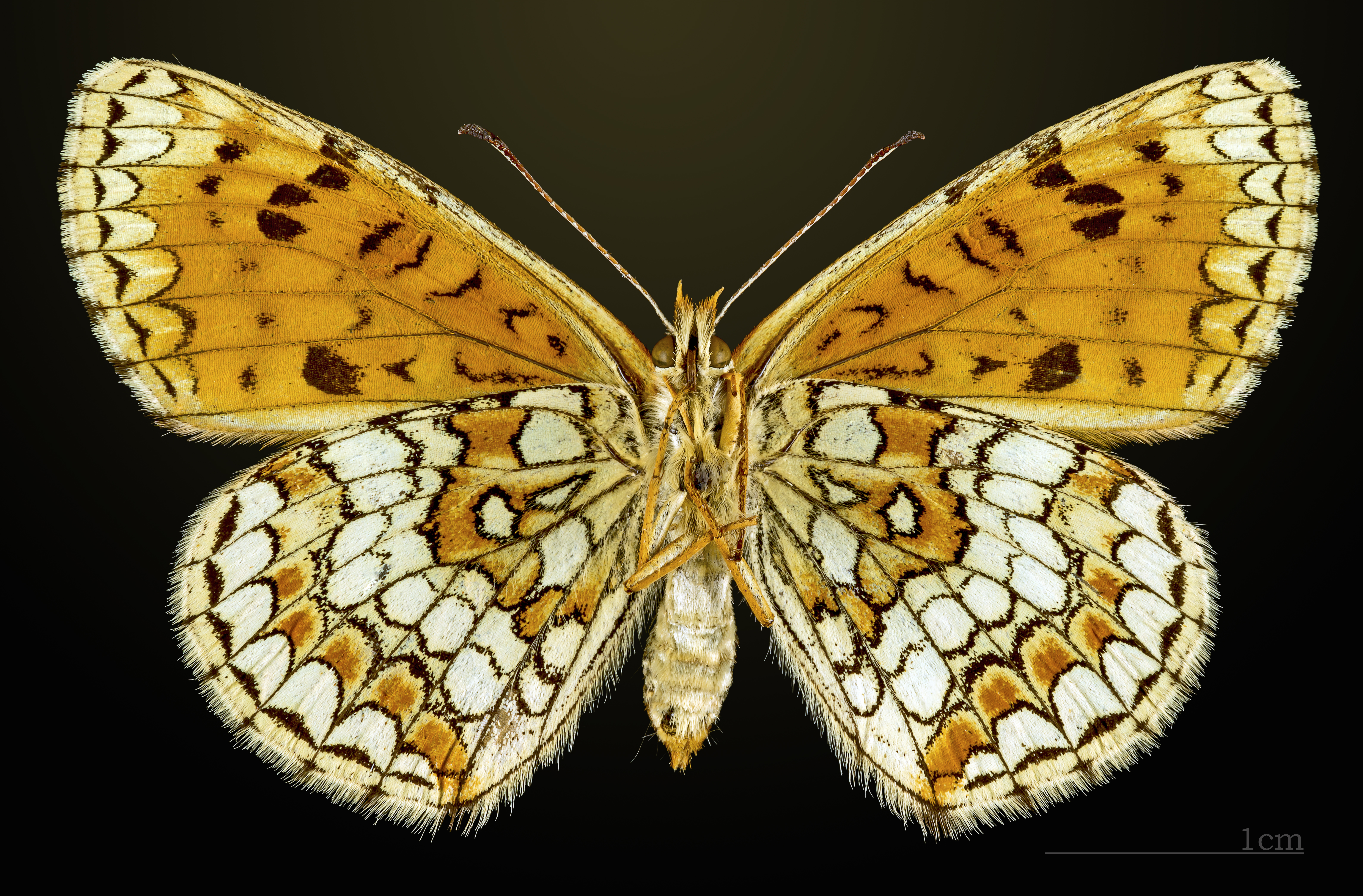
♀ △ ventral

## Distribució
Es distribueix pel nord del Marroc, oest d'Algèria i sud-oest d'Europa. Es troba a la major part de la península Ibèrica excepte zones del centre i oest.

## Hàbitat
Prats oberts amb flors, marges de bosc herbosos amb flors i zones arbustives. L'eruga s'alimenta d'Antirrhinum (principalment Antirrhinum majus), Linaria, entre d'altres.

## Període de vol i hibernació
Dues generacions a l'any: la primera entre mitjans de maig i juny i la segona entre mitjans d'agost i començaments de setembre. Hiberna com a eruga, en grups.